# Перетти ди Монтальто, Алессандро
Алессандро Дамашени Перетти ди Монтальто (итал. Alessandro Damasceni Peretti di Montalto; 1571, Монтальто-делле-Марке, Папская область — 2 июня 1623, Рим, Папская область) — итальянский куриальный кардинал. Кардинал-племянник Папы Сикста V. Генеральный суперинтендант Папской Области с 9 мая 1586 по 27 августа 1590. Апостольский легат в Болонье с 26 октября 1587 по 30 октября 1590 и с 13 ноября 1592 по 3 июля 1605. Вице-канцлер Святой Римской Церкви с 13 марта 1589 по 2 июня 1623. Кардинал-дьякон с 13 мая 1585, с титулом церкви pro hac vice Сан-Джироламо-деи-Кроати с 14 июня 1585 по 20 апреля 1587. Кардинал-дьякон с титулярной диаконией Санта-Мария-ин-Козмедин с 20 апреля по 11 сентября 1587. Кардинал-дьякон с титулярной диаконией Сант-Эустакьо с 11 сентября 1587 по 13 марта 1589. Кардинал-дьякон с титулом церкви с pro hac vice Сан-Лоренцо-ин-Дамазо с 13 марта 1589 по 6 апреля 1620. Кардинал-священник с титулом церкви in commendam Сан-Лоренцо-ин-Дамазо с 6 апреля 1620 по 2 июня 1623. Кардинал-епископ Альбано с 6 апреля 1620 по 2 июня 1623.